# Arne Weel
Arne Kay Frisenborg Weel (* 15. Januar 1891 in Aarhus; † 2. Oktober 1975 in Frederiksberg) war ein dänischer Schauspieler und Regisseur.

## Leben
Arne Weel wuchs in Aarhus auf. Seine Anfänge machte er als Darsteller am Aarhus Teater. Danach war er an vielen Theatern, u. a. auch am Nørrebro-Teater, tätig. Er trat auch an Bühnen in Oslo, Stockholm und in Berlin auf. Er inszenierte als Regisseur zahlreiche Theaterstücke sowie auch Operetten. Er war auch zeitweise als Theaterdirektor tätig. Als Schauspieler vor der Kamera wirkte Weel zwischen 1910 und 1967 in mehr als 50 Film-und-Fernsehproduktionen mit. Anfangs drehte er noch Stummfilme. Bei den späteren Tonfilmen war er auch als Regisseur beteiligt.
Arne Weel war insgesamt viermal verheiratet. Aus seiner von 1921 bis 1927 andauernden zweiten Ehe mit der Sängerin Liva Weel stammte sein Sohn Jørgen Weel, der ebenfalls Schauspieler war.
Im Jahr 1972 veröffentlichte Weel mit Sa Festligt Var Det seine Memoiren.
Arne Weel starb am 2. Oktober 1975 im Alter von 84 Jahren in Frederiksberg, wo er auch beigesetzt wurde.

## Filmografie
- 1910: Abgründe (Afgrunden)
- 1914: Den fjerde Dame
- 1926: Spitzen
- 1927: Die Sporck’schen Jäger